# Páni Edisoni
Páni Edisoni je československá rodinná komedie z roku 1987 režiséra Víta Olmera.

## Příběh
Vynalézavý a technicky zdatný Jakub žije u svého dědečka pana Kůrky. Svými vynálezy mu vylepšil celou chalupu. Vynálezy ale často způsobí problém, a tak pro ně nikdo nenajde pochopení. Jeho nápady jsou oceněny až po příjezdu programátora Vaška Roubánka. Ten mu za pomoci počítače pomáhá tyto vynálezy vylepšit. Vše je v pořádku až do chvíle, kdy jeho dědeček dostane infarkt, a tak se musí Jakub přestěhovat ke své zlé tetě. Nakonec pomůže Jakubův jediný kamarád Jirka se svoji maminkou, u kterých může Jakub zůstat, než se jeho dědeček vrátí.

## Obsazení
- Jakub Wehrenberg jako Jakub
- Jiří Strach jako Jirka
- Jitka Molavcová jako Majda Čadová
- Jiří Schmitzer jako Vašek Roubánek
- Viktor Nejedlý jako děda Kůrka
- Vladimír Hrubý (dodabován Dalimilem Klapkou) jako děda Roubánek
- Anna Ferencová jako Hustolesová
- Karel Smyczek jako Uhlíř
- Eva Holubová jako učitelka
- Franta Kocourek jako Hubička
- Tat'ána Puttová jako teta Marjána
- Anna Pourová jako babi
- Luděk Kopřiva jako děda Vágner
- Jana Altmannová jako pošťačka
- Marcela Augustová jako moderátorka
- Filip Jančík jako spolužák
- Filip Švarc jako spolužák

## Produkce
Během natáčení zemřel herec Vladimír Hrubý, a tak musel být posléze zčásti předabován Dalimilem Klapkou.
Natáčení probíhalo především v Čepřovicích. V roce 2006 se zde natáčel film Rafťáci. Dále se filmovalo v Berouně a u kostela svatého Vojtěcha ve Lštění.

### Vydání
Premiéra proběhla 1. prosince roku 1987.